# Нарочь (озеро)
На́рочь (бел. На́рач, лит. Narutis, Naročius) — озеро в Мядельском районе Минской области Беларуси. Расположено в бассейне реки Нарочь. Находится на территории Нарочанского национального парка. Входит в Нарочанскую группу озёр.

## Происхождение названия
Название озера происходит от ностратической основы nVr-, широко распространённой в гидронимии Евразии (Нара, Нярис, Неро, Неретва, Нарев, Нерль, Нерехта и др.) и имеющей значение «влажный» или «течь».
В. А. Жучкевич связывал название с литовским и латышским nara «русалка», naras «нырок», «гагарка».
Согласно ещё одной точке зрения, топоним Нарочь имеет финно-угорское происхождение.

## Физико-географическая характеристика

Рельеф дна

Нарочь — самое большое озеро в Беларуси. Площадь его зеркала — 79,6 км². Наибольшая глубина — 24,8 м. Длина наибольшего поперечника — 12,8 км. Длина береговой линии — 40 км (четвёртое место среди озёр Беларуси). Объём воды — 710 млн м³ (первое место среди озёр Беларуси). Площадь водосбора — 199 км². Площадь поверхности — 79,62 км². Высота над уровнем моря — 165 м. Всего в озеро впадает шестнадцать ручьёв, помимо них с восточной стороны в Нарочь впадает протока Скема из озера Мястро, а с юго-восточной — вытекает река Нарочь. Амплитуда колебаний уровня воды в 2013 году составила 27 см, среднее многолетнее значение — 32 см. Замерзает в середине декабря, вскрывается в марте—апреле.
На берегу озера расположены населённые пункты: курортный посёлок Нарочь, деревни: Антонисберг, Симоны, Черевки, Пасынки, Никольцы, Гатовичи, Занарочь, Зубренёвка, Боровые, Наносы, Степенёво. Имеются многочисленные санатории, старейший из них санаторий «Нарочь» (1963), детский центр «Зубрёнок».

## История
Озеро Нарочь возникло несколько тысячелетий назад, при отступлении ледника. На пути ледника к северу встала Свенцянская гряда. Вода от таявшего льда образовала огромное водное пространство, из которого впоследствии, с понижением уровня воды, выделились озёра, образовавшие Нарочанскую группу. Нарочь — типичный представитель природы севера Беларуси — Белорусского Поозерья.
Во время Первой мировой войны в окрестностях озера в марте 1916 года проходила Нарочская наступательная операция — первая попытка освобождения территории Беларуси от германских оккупантов. Нарочская операция завершилась лишь локальным успехом — освобождением города Поставы и десяти квадратных километров территории. Общее число погибших и раненых со стороны Российской империи составило 78 000 человек.
В 1935 году виленский фотограф Ян Буглак издал книгу под названием «Нарочь — самое большое озеро в Польше».
С 1935 по 1939 год озеро являлось предметом рыбацкой забастовки, вызванной несправедливостью аграрной и налоговой политики Польской Республики.
В 1991 году северная часть берега была передана в ведение биологического заказника «Пасынки». В 1999 году озеро Нарочь было включено в состав Нарочанского национального парка.

## Фауна
В Нарочи обитает 25 видов рыб (в том числе окунь, плотва, линь, густера, налим, угорь, уклейка и другие), из них наиболее крупная — щука. На озере и в округе имеются гнездовья лебедя-шипуна, малой крачки, скопы, малой поганки, занесённые в Красную книгу Беларуси.

## Галерея

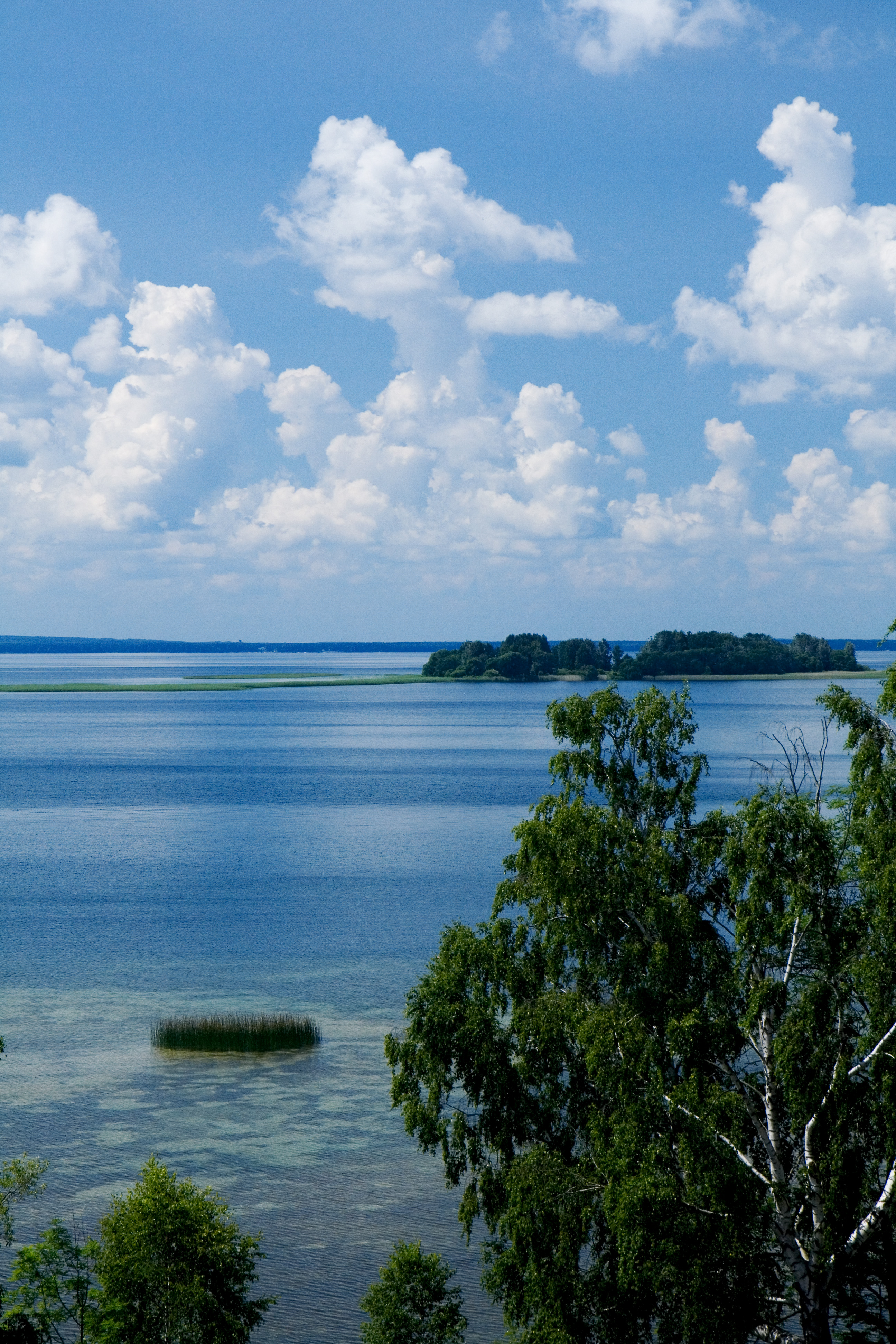
Остров в юго-восточной части
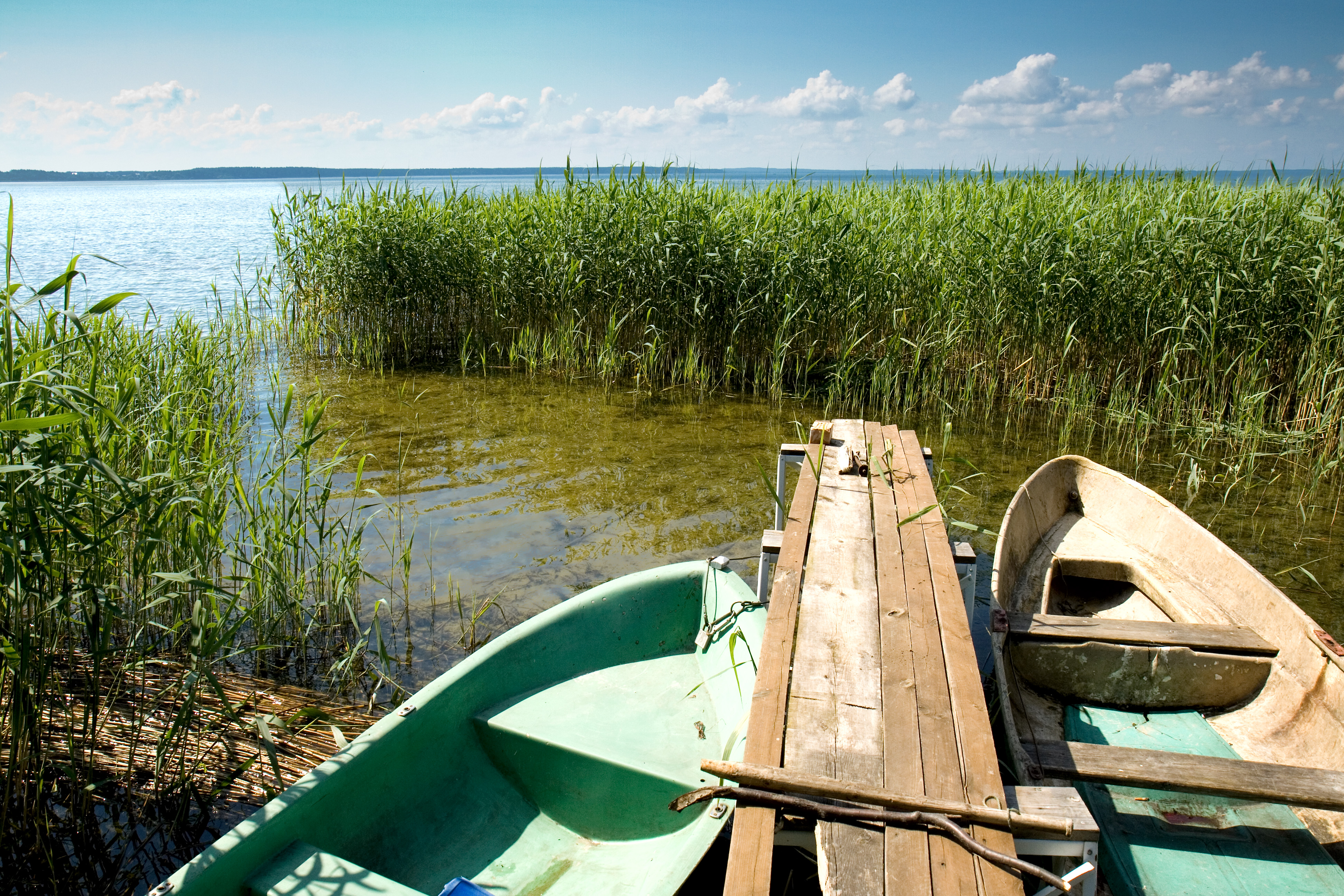
Прибрежные заросли осоковых растений
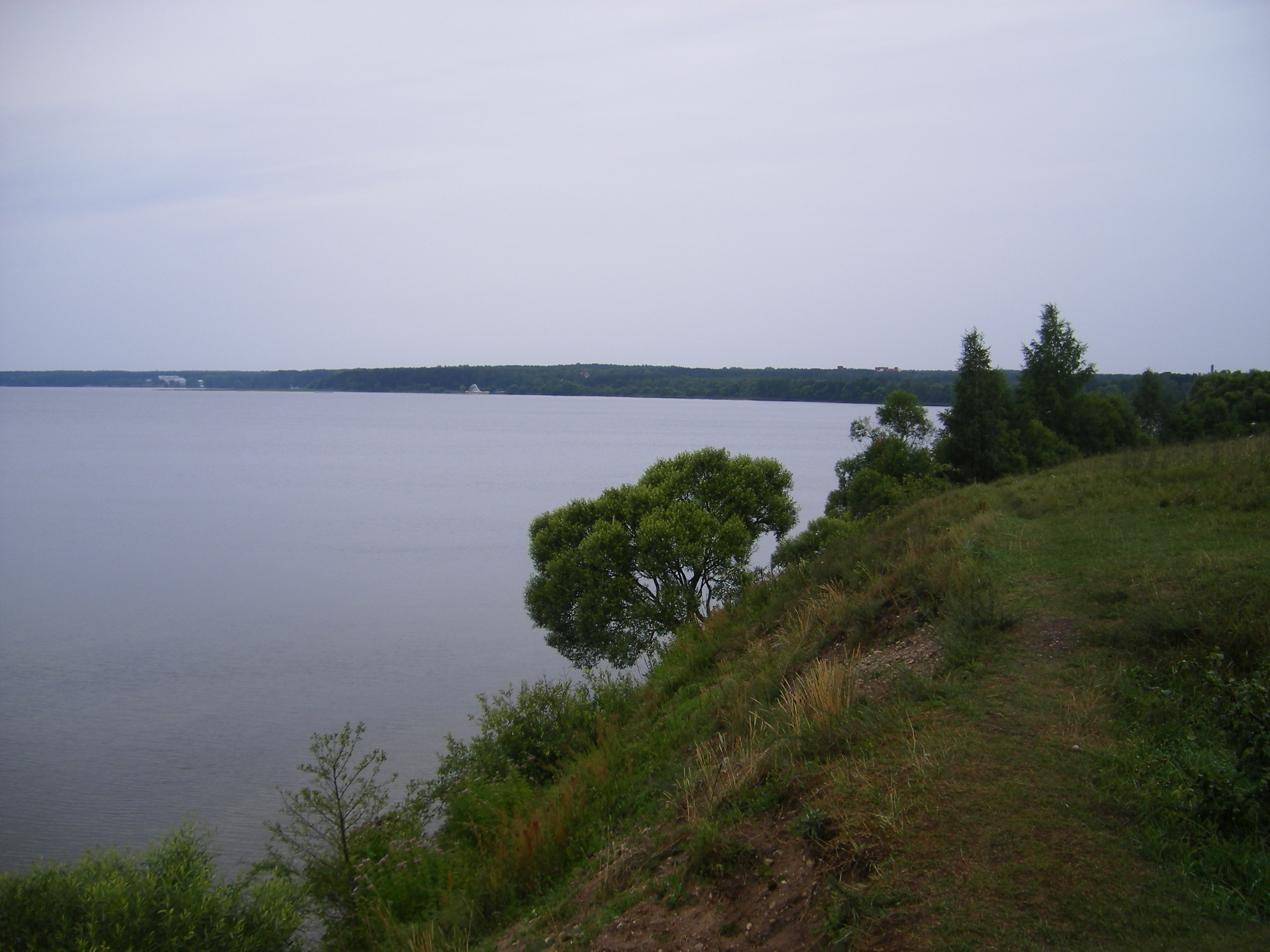
Обрывистый берег озера
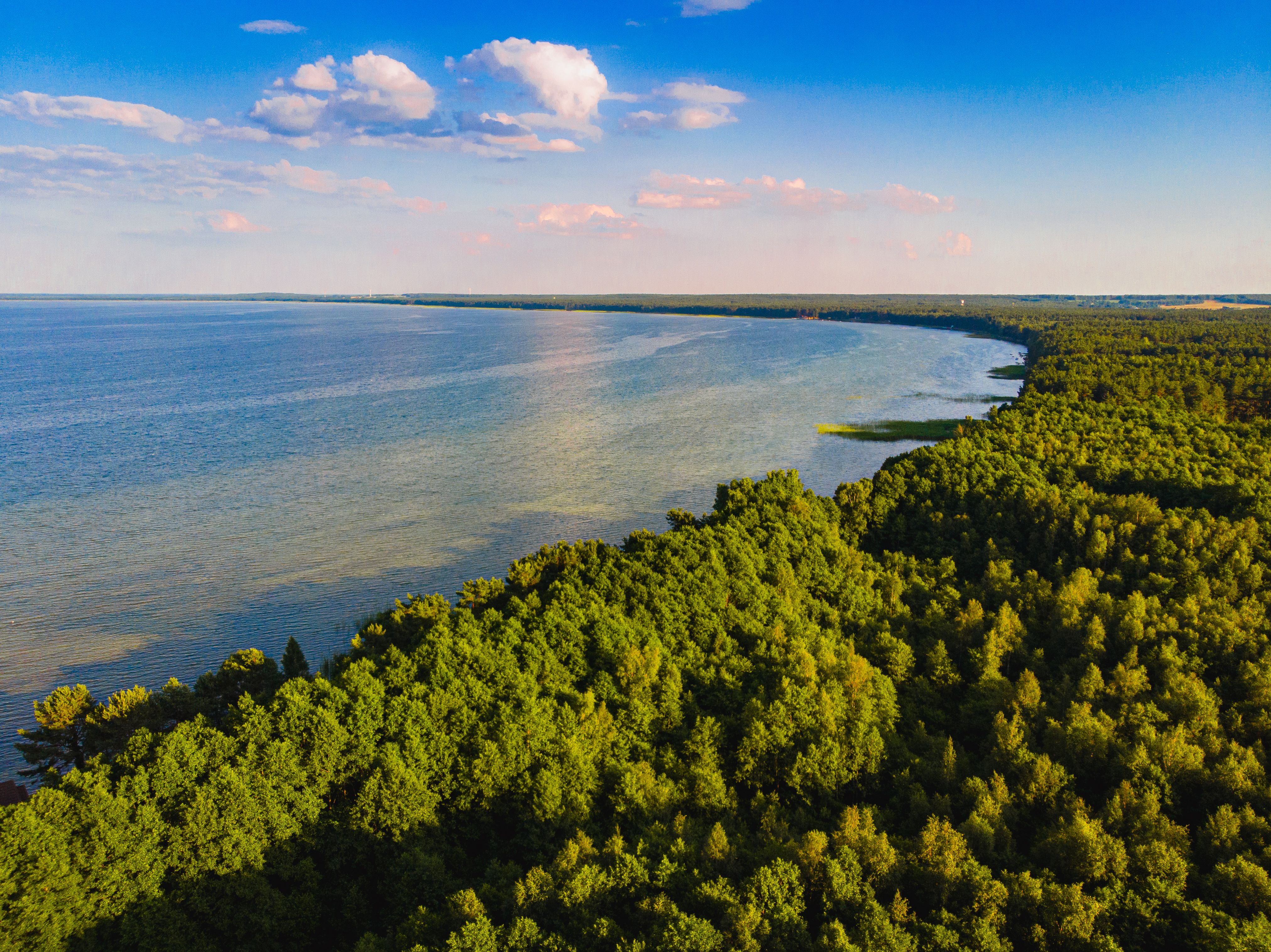
Вид с воздуха на озеро